# Джордж Едвардс
Джордж Едвардс (англ. George Edwards (3 квітня 1694 - 23 липня 1773) - британський натураліст і орнітолог, відомий як «батько британської орнітології».

## Біографія
Едвардс народився в  Стратфорді, штат Ессекс. Після семи років навчання у лондонського купця (до 1716 року) він об'їхав весь європейський континент, вивчаючи природознавство, і став відомий завдяки своїм ілюстраціям тварин, зокрема птахів. Він навчився техніці  травлення у вченого-натураліста  Марка Кейтсбі.

## Бібліотекар Королівського медичного коледжу
У 1733 році за рекомендацією Ганса Слоуна його було призначено бібліотекарем Королівського медичного коледжу в Лондоні. Сер Ханс Слоун, засновник Британського музею, де працював Джордж Едвардс як художник природознавства протягом багатьох років. Едвардс малював для нього мініатюрні фігури тварин. Він відвідував Слоуна раз на тиждень, щоб поділитися новинами та кавою. Слоун відстежував витрати Едвардса і щорічно відшкодовував їх. Едвардс працював бібліотекарем коледжу тридцять шість років. Він був обраний членом Королівського товариства та Лондонського товариства антикварів і нагороджений медаллю Коплі.